# Paraflexiolabis
Genre
Paraflexiolabis est un genre d'insectes dermaptères, plus précisément de perce-oreilles, de la famille des Carcinophoridae.

## Liste des espèces
- Paraflexiolabis ornata Steinmann, 1988

## Première publication
- (de) H. Steinmann & H. Wermuth, Dermaptera: eine Zusammenstellung und Kennzeichnung der rezenten Tierformen. 1, Catadermaptera ; 2, Volumes 1-2  (ISBN 9783110122985)